# Pablo Salinas
Juan Pablo Salinas y Teruel (Madrid, 1871 – Roma, 8 novembre 1946) è stato un pittore spagnolo.
Juan Pablo Salinas nacque nel 1871 a Madrid, dove trascorse larga parte della sua giovinezza: avviato allo studio della pittura, frequentò la Real Academia de Bellas Artes de San Fernando. Nel 1886 si trasferì a Roma, grazie ad una borsa della Diputación Provincial de Zaragoza. Pablo raggiunse così il fratello Augustin (1861-1915), che nella capitale italiana lavorava a sua volta come pittore. Entrambi i fratelli divennero ben presto membri della florida comunità di artisti spagnoli a Roma, dove Pablo completò la sua formazione artistica. Salinas trascorse anche un periodo a Parigi, dove fu influenzato dall'opera di Ernest Meissonier: fu in seguito al soggiorno parigino che si affermò all'interno del panorama artistico internazionale, arrivando a vendere i suoi lavori in Europa Centrale, in Russia, in America. 
Salinas riuscì a raggiungere una discreta popolarità, tanto che i suoi dipinti, dal 1887, furono esposti in varie Exposiciones Nacionales de Bellas Artes di Madrid. Qualche anno dopo, nel 1892, la rivista Illustration Artistica riprodusse una delle sue scene, di carattere domestico, all'interno di un suo numero. 
Juan Pablo Salinas si specializzò in una pittura di genere che riproduceva scene di vita in costumi tipici del secolo XVIII: i suoi personaggi sono inseriti in interni lussuosi, palazzi e chiese, oppure raffigurano spaccati di quotidianità nell'Italia e nella Spagna dell'epoca. Durante la sua carriera, Salinas raccolse una grande collezione di antiquariato, che spesso rappresentava nelle sue opere. In numerose occasioni l'artista usò le sue due figlie, Leila e Consuelo, come modelle. Morì nel 1946 a Roma.